# Achaearanea budana
Achaearanea budana là một loài nhện trong họ Theridiidae.
Loài này thuộc chi Achaearanea. Achaearanea budana được Benoy Krishna Tikader miêu tả năm 1970.